# Leinfelden-Echterdingen
Leinfelden-Echterdingen – miasto w Niemczech, w kraju związkowym Badenia-Wirtembergia, w rejencji Stuttgart, w regionie Stuttgart, w powiecie Esslingen. Leży ok. 13 km na południowy zachód od Esslingen am Neckar, przy autostradzie A8 i drodze krajowej B27. Na terenie miasta znajduje się port lotniczy Stuttgart, oraz przystanki kolejowe Echterdingen i Echterdingen.

## Galeria

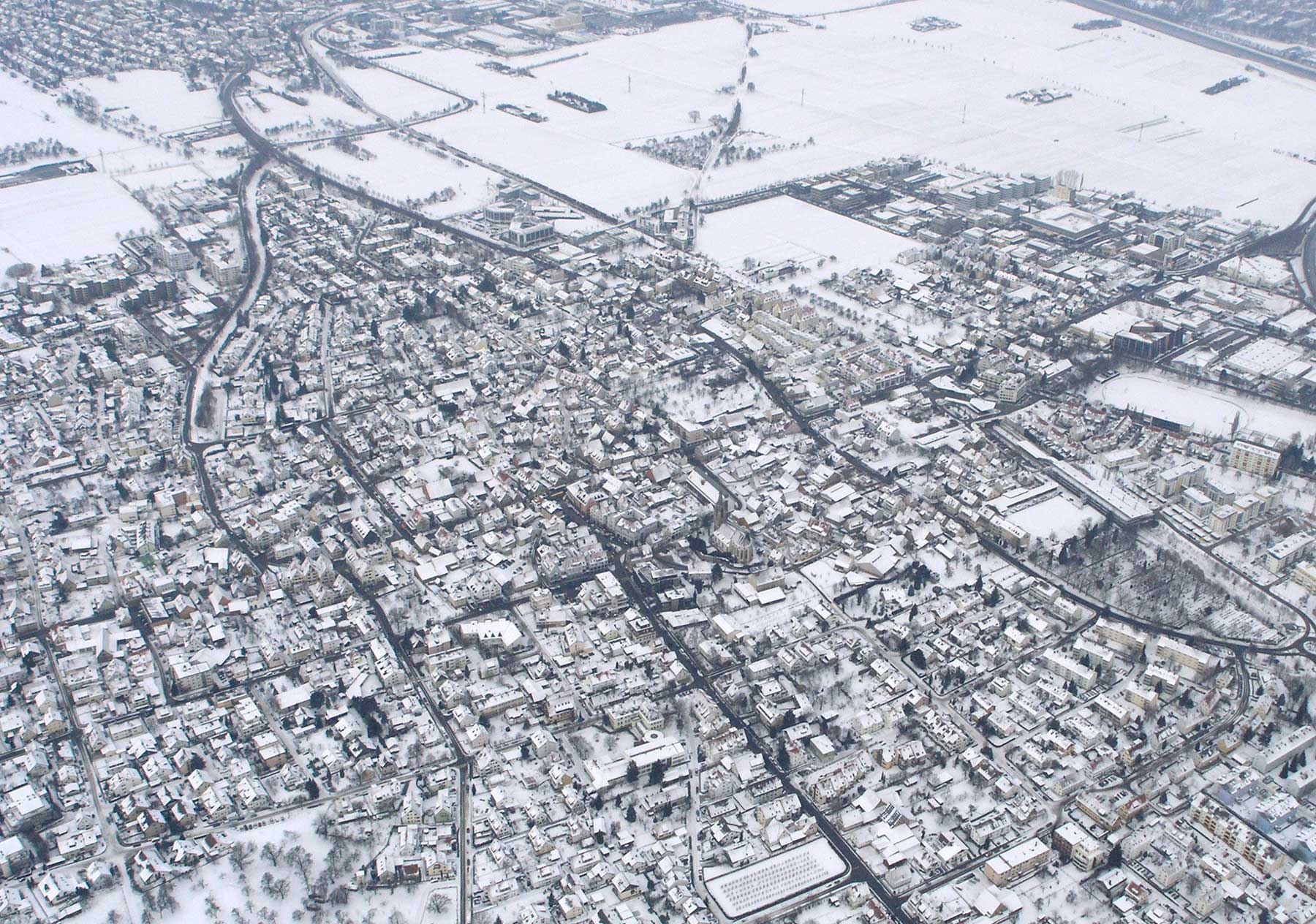
Leinfelden-Echterdingen zimą z lotu ptaka
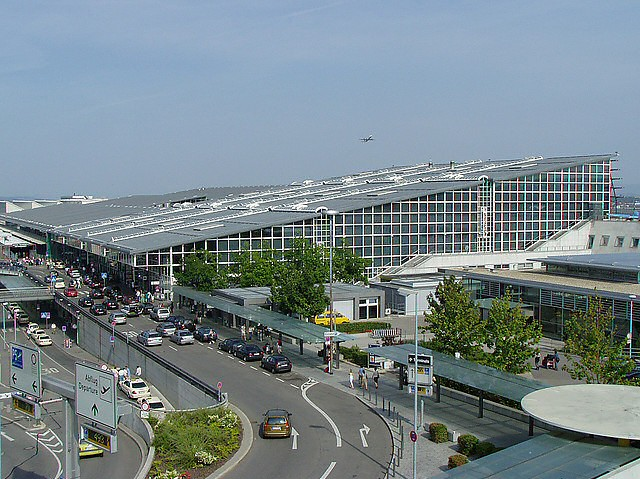
Budynek portu lotniczego
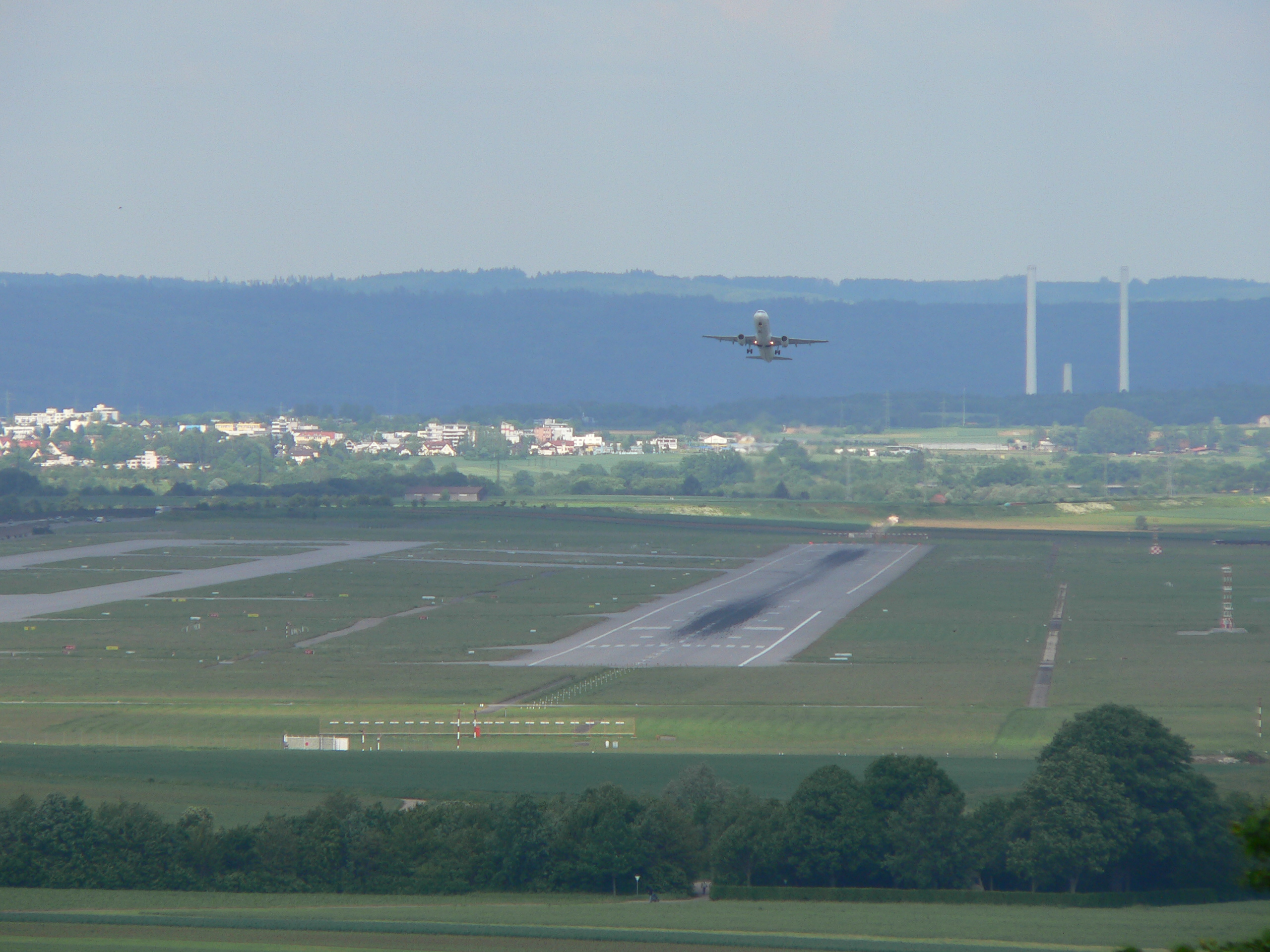
Pas startowy